# Sankt Martins kyrka, Split
Sankt Martins kyrka (kroatiska: Crkva svetog Martina) är en romersk-katolsk kyrka i Split i Kroatien. Den inrättades troligtvis på 500-talet i ett litet utrymme (en forna vaktgång) med en area på 10 x 1,65 meter ovanför Gyllene porten i Diocletianus-palatsets norra vägg. Den har sedan tillkomsten bytt skepnad ett flertal gånger. Nuvarande utseende är en replika av den ursprungliga 500-talskyrkan. Sankt Martins-kyrkans altare är från 1000-talet.
Kyrkan är tillägnad helgonet sankt Martin och är i dominikansystrarnas ägo som i dess närhet även har ett kloster. Sankt Martins kyrka är en av Splits turistattraktioner och är öppen för allmänheten att besöka.